# Kościół św. Filipa i Jakuba w Gozdowie
Kościół świętych Filipa i Jakuba w Gozdowie – rzymskokatolicki kościół parafialny znajdujący się we wsi Gozdowo, w województwie wielkopolskim. Należy do dekanatu wrzesińskiego II archidiecezji gnieźnieńskiej.

## Opis
Kościół wzniesiono na fundamentach poprzedniego w 1882 roku. Konsekracja świątyni odbyła się w 1914 roku.
Znajduje się na wzgórzu w miejscowości.

## Historia
Wieś Gozdowo bierze swoją nazwę od słowa: g o z d, co w dawnym języku oznaczało wzgórze leśne. Wieś składała się z dwóch części: osiedla chłopskiego, które powstało przy drodze wiodącej od kościoła w stroną Bieganowa oraz z majątku, którego zabudowania usytuowane były na południowej skarpie doliny rzecznej – Wrześnicy. W XII w. właścicielem majątku był arcybiskup gnieźnieński i dlatego w XIII w. Kapituła Gnieźnieńska powołała parafię i wybudowała kościół. Do parafii należały następujące wioski: Gozdowo, Gozdowo Młyn, Karczewo, Sołeczno, Nadarzyce i Węgierki. Neryngowo jako wieś folwarczna powstała dopiero pod koniec XVIII w. i nosiła nazwę: Neringswalde. Pod koniec XIX w. zniknęła wieś Karczewo, która położona była na polach obecnej posesji Koteckich. Kościół był zbudowany z drewna i nosił tytuł p.w. Świętych Apostołów Filipa i Jakuba. W 1882 roku wybudowano obecny kościół, a stary mały kościółek przeznaczono do rozbiórki. Proboszczem był wówczas ks. Juliusz Kulesza (1864-1887).
Z dawnego kościółka zachowały się cenne zabytki: figury Symeona i Anny z XVIII w. – obecnie ulokowane są w głównym ołtarzu. Z tego wieku zachowała się też rzeźba Jezusa Ukrzyżowanego i pacyfikał oraz monstrancja.
Do końca XVIII w. cmentarz parafialny był przy kościele. Pozostały po nim tylko dwa groby: ks. Adama Cichowskiego i ks. Aleksandra Raczkowskiego, który mając piękny charakter pisma bardzo ładnie prowadził biuro.
Salkę parafialną wybudował w 1905 r. ks. Wojciech Szydziński. On też ufundował dwa witraże w prezbiterium: św. Wojciecha i św. Stanisława. Jako pierwszy proboszcz polecił, by go nie chowano przy kościele, lecz na cmentarzu parafialnym.
Dnia 25.06.1959 r. odłączono od parafii wieś Węgierki, ustanawiając tam oddzielną parafię.
Na miejscu obecnego parkingu, między kościołem a plebanią, była stara plebania. Podstawowym budulcem tego obiektu była glina. Wybudowano ją w roku 1744. 
W 1972 r. ks. Kazimierz Zachman zbudował podstawową część nowej plebanii, a budowę dokończył ks. Ryszard Woźniak.
Od strony południowej, między drogą a kościołem, były wielkie zabudowania gospodarcze, w stanie szpecącej rudery. Za radą ks. biskupa Michalskiego rozebrano je pod koniec lat osiemdziesiątych. Pod rozbiórkę przeznaczono także dawny dom czynszowy, który znajdował się za salką. Gruz z tego obiektu wywieziono na drogę w Neryngowie.
W stanie rozpadu był również grobowiec gen. Kazimierza Grudzielskiego. Obiekt rozebrano i postawiono nowy. Projektantem jest inż. mgr Czesław Piechnik. Poświęcenie obiektu odbyło się 9.01.1993 r.
W 1992 r. odmalowano kościół i przy okazji z dwóch bocznych ołtarzy (wycofanych już z użytku) zrobiono jeden, a ambonę przestawiono na miejsce brakującego ołtarza bocznego, przywracając w ten sposób dawną harmonię ściany prezbiterialnej.
W 2011 r. parafia przeżywała swój jubileusz 650-lecia powstania (data symboliczna, związana z ustanowieniem pierwszego znanego z dokumentów proboszcza Gozdowa). W roku jubileuszowym odbyło się wiele uroczystości, a kościół wzbogacił się o relikwie bł. Jana Pawła II, umieszczone w nowym, zrekonstruowanym, bocznym ołtarzu.

## Galeria

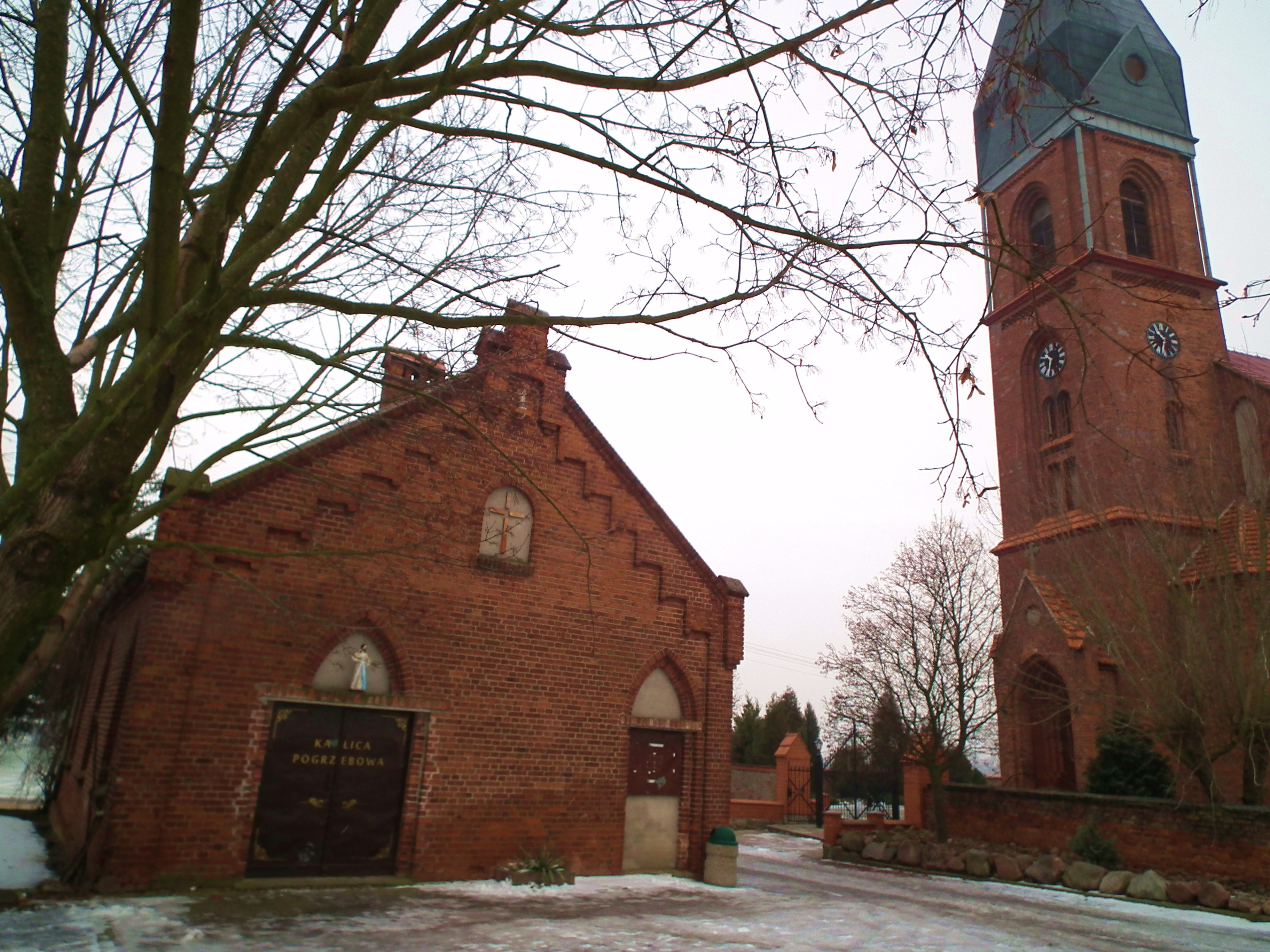
Dom pogrzebowy
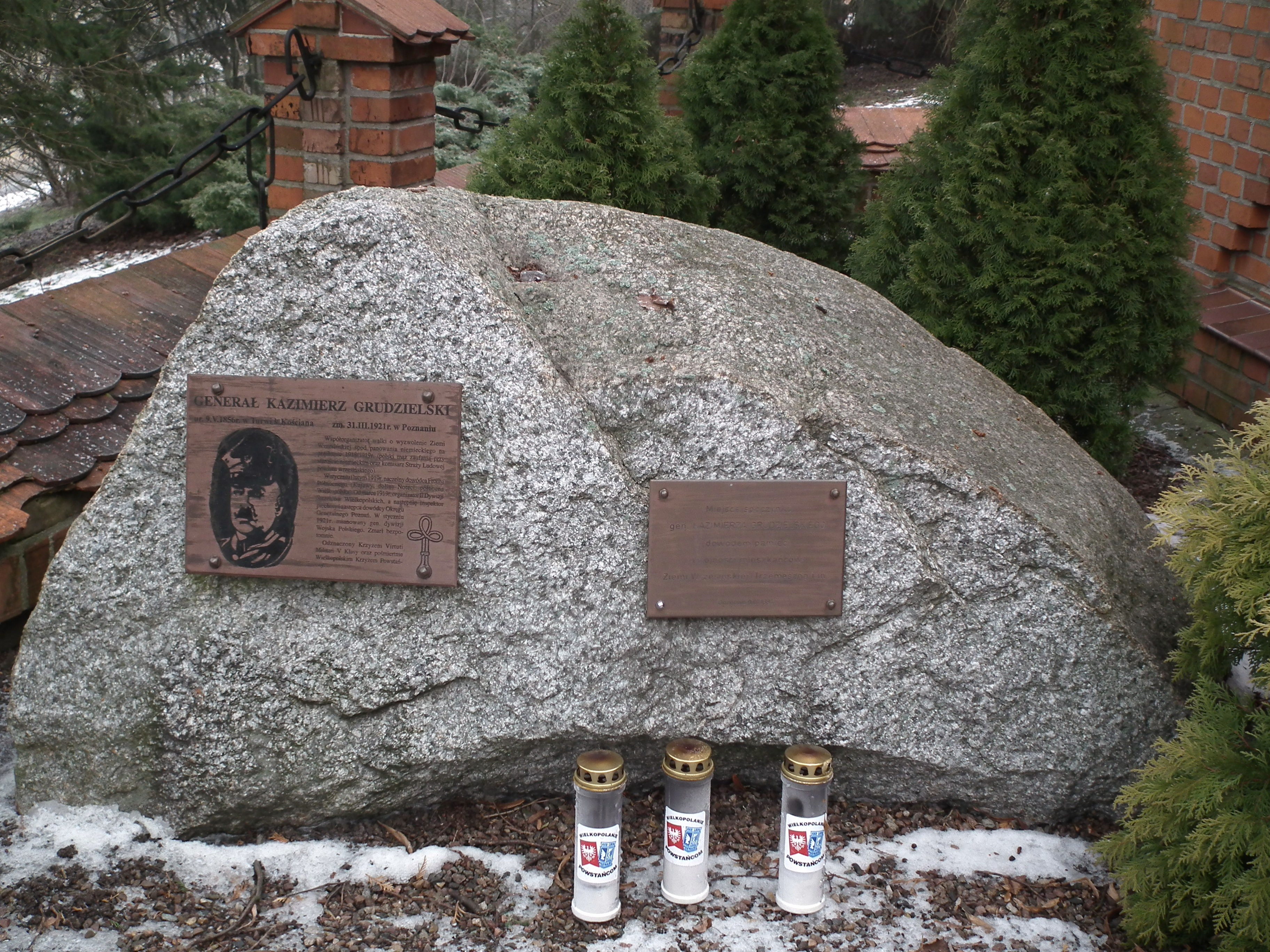
Grób Kazimierza Grudzielskiego
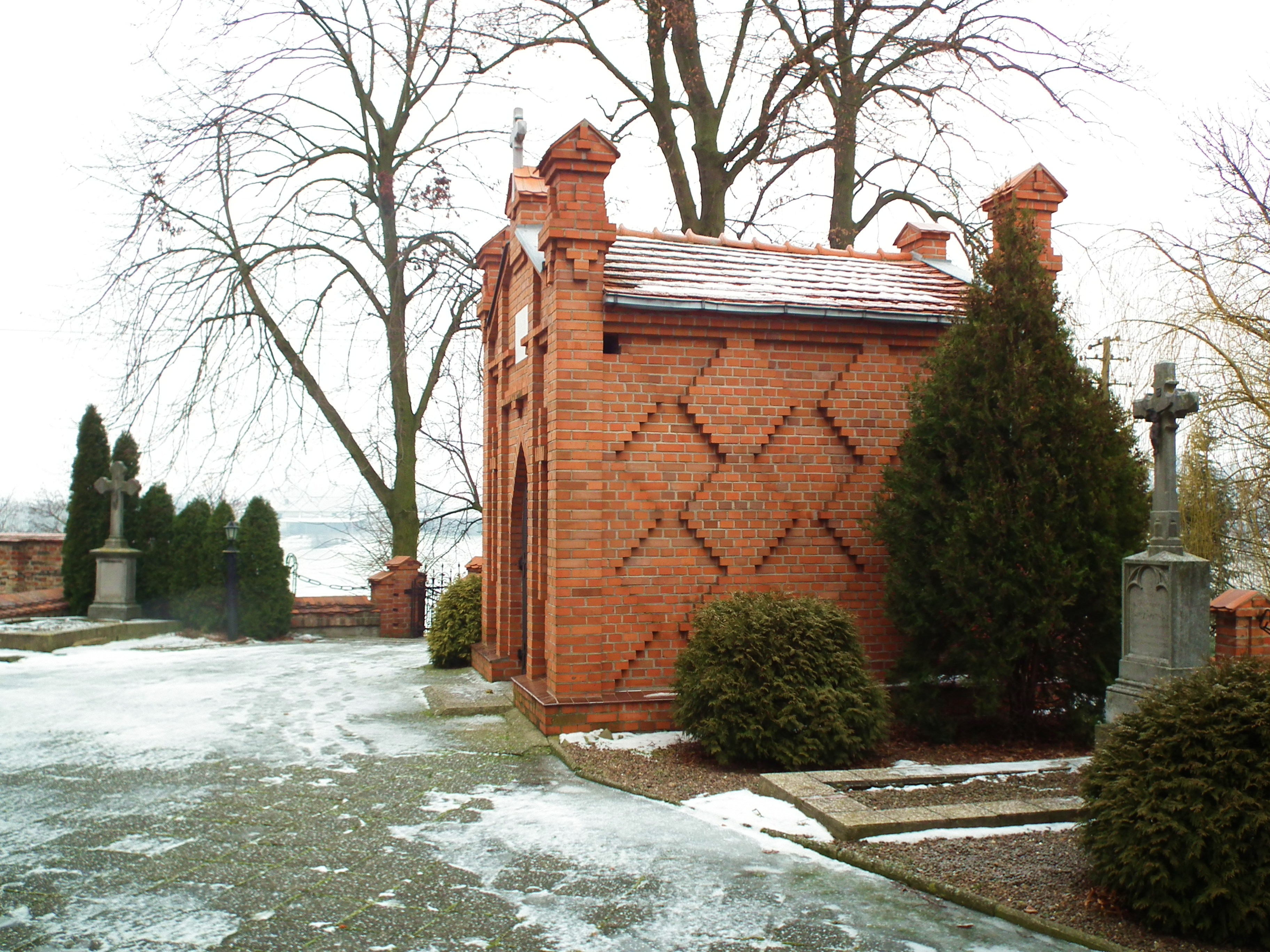
Grobowce